# Egidius de Reims
Aegidius ou Egidius, en français Gilles, est évêque de Reims  de 549/566 ou avant 573 à novembre 590. Il développe le culte de saint Remi en faisant rédiger une Vie de ce saint et organisant le culte de ses reliques. Il accueille l'ermite Basle de Verzy dans le diocèse de Reims. 
Egidius joue un rôle important à la cour d'Austrasie, mais, accusé d'avoir trahi le roi Childebert II au profit de son oncle Chilpéric Ier, il est déposé et exilé en 590 et remplacé par Romulf.

## Biographie

### Sources
Egidius est connu par des écrits de ses contemporains : le récit de son procès fait par Grégoire de Tours dans le Livre X de son Histoire des Francs et des détails biographiques donnés par Venance Fortunat dans ses Poèmes. 
Au Xe siècle, Flodoard consacre une notice à Egidius dans son Histoire de l'Église de Reims. Flodoard dispose alors sur Egidius d'un dossier plus large que les sources littéraires que sont Gregoire de Tours et Venance Fortunat. Il a également des actes juridiques issus des archives de l'Église de Reims et une Vie de Saint Basle qui montre Egidius accueillant le moine limousin Basle de Verzy. 

### Évêque de Reims
Évêque de Reims, le quatrième après Remi, Egidius succède à Mapinius (ap. 549- av. 566).  Selon Michel Sot, l'épiscopat d'Egidius à Reims commence avant 573. En 573, le concile de Paris examine son activité. Selon Marie-Céline Isaïa, l'épiscopat d'Egidius peut commencer plus tôt, après 549 et avant 566.  
Le nom d'Egidius (Gilles en français) indique qu'il appartient probablement aux anciennes élites gallo-romaines, sans qu'on en sache plus. Venance Fortunat lui adresse un éloge, où il loue son hospitalité et son éloquence. Toutefois, il n'appartient pas à l'ancienne classe sénatoriale, qui investit alors les fonctions épiscopales. Sa réussite personnelle est donc remarquable. Egidius fait partie de l'entourage du roi Sigebert Ier. 
En 573, à Reims, Egidius donne à Grégoire de Tours la consécration épiscopale. Pourtant, l'évêché de Tours ne dépend pas de celui de Reims : il faut voir dans cette consécration la volonté de Sigebert. Egidius donne également la consécration épiscopale à Géry, qui devient évêque de Cambrai, sur intervention du roi Childebert II. Ce dernier événement se déroule peut-être en 584.
En tant qu'évêque de Reims, Egidius accueille dans son diocèse l'ermite saint Basle, qui lui demande un lieu pour s'installer. Egidius lui donne donc Verzy, où se développera l'abbaye Saint-Basle,. Au Xe siècle, Flodoard associe la mémoire d'Egidius et celle du moine fondateur saint Basle comme il le fait dans deux autres cas de couples moine/évêque dans le diocèse de Reims : avant Egidius, l'évêque Remi et le moine saint Thierry, fondateur du plus célèbre monastère rémois et, au VIIe siècle, l'évêque saint Nivard et le moine saint Bercaire, qui participe à la fondation de l'abbaye d'Hautvillers. Toutefois, contrairement aux deux autres couples moine/évêque qu'il décrit, Flodoard insiste plus sur la figure de saint Basle que sur celle d'Egidius, moins honorable. 
Le troisième biographe de saint Basle, Adson de Montier-en-Der, un moine du Xe siècle, dans sa Vie de saint Basle, raconte un voyage préalable d'Egidius en Aquitaine auprès des parents de saint Basle, l'installation de ce dernier dans le diocèse de Reims apparaissant comme une forme de réciprocité,. On ne sait pas sur quelles bases se fonde ce récit, qu'Adson peut avoir imaginé.

### Promoteur du culte de saint Remi
Selon l'archevêque de Reims Hincmar, lui-même auteur, au IXe siècle, d'une Vie de saint Remi, Egidius commande  à Venance Fortunat un résumé d'un livre constituant une Vie de saint Remi et rédigé dans un style difficile à comprendre. Le texte écrit par Fortunat comporte des récits de miracles, pour pouvoir le lire au peuple en maintenant son attention. Ensuite, le livre originel est perdu au début du VIIIe siècle.
Même si ce récit d'Hincmar lui permet de mettre en valeur sa propre Vie de saint Remi, l'historicité de cette histoire paraît réelle. Egidius a sans doute vraiment commandé cette Vie de saint Remi à Fortunat. En effet, toutes les circonstances rapportées par Hincmar sont cohérentes. De plus, Adson de Montier-en-Der, dans sa préface à sa Vie de saint Basle, souligne la sainteté d'Egidius. Or, Hincmar ne le fait pas, se contenant de le mentionner. En effet, il sait qu'Egidius a été ensuite accusé de trahison. Le fait que, malgré ses réserves, Hincmar ne se permette pas de ne pas évoquer Egidius, milite pour l'historicité de cet épisode.
Selon Marie-Céline Isaïa, Egidius — plutôt que l'évêque Sonnace — est sans  doute l'évêque de Reims qui organise l'élévation des reliques de saint Remi et les fait placer dans une crypte pour les rendre accessibles aux pèlerins, puisqu'il semble bien que ce dernier événement a lieu avant 585. Il agrandit une église pour en faire la basilique Saint-Remi. Il mène donc une politique d'encouragement du culte rémigien, soutenue par l'entourage du roi Sigebert.  

### Egidius entre Childebert et Chilpéric
L'action politique d'Egidius s'inscrit dans le contexte des luttes entre les différentes branches de la famille mérovingienne. Après la mort de Sigebert Ier en 575, laissant un roi enfant, Childebert II, la cour d'Austrasie est lieu d'une lutte d'influence qui peut être décomposée en trois moments. Tout d'abord, la faction favorable au roi de Burgondie, Gontran, oncle de Childebert II, domine la cour d'Austrasie jusqu'en 581,, année de la mort du puissant Gogon.    
Ensuite c'est celle d'Egidius qui est au premier plan,. En 581, Egidius mène une ambassade auprès de l'ennemi de Childebert II et frère de Sigebert, le roi Chilpéric Ier. Cette ambassade est un succès, puisque Chilpéric Ier accepte d'adopter son neveu Childebert II et de nouer une alliance avec lui. Egidius profite de son influence pour faire chasser de la cour Loup, duc de Champagne.  En effet, Loup, qui fait partie du réseau de Gogon est un ennemi d'Egidius, ce qui explique l'absence de relations entre Gogon et le siège de Reims, contrairement à d'autres évêchés.   
Mais Chilpéric Ier meurt en 584, laissant un très jeune fils, Clotaire II, et la mère de celui-ci, Frédégonde. Le roi Gontran s'érige en protecteur de Clotaire II, qui est son neveu. Gontran accuse Egidius d'avoir manœuvré contre lui. Surtout, il convainc son neveu Childebert II et la mère de celui-ci, Brunehaut, qu'Egidius a mené le complot de l'usurpateur Gundovald, qui a tenté de renverser Childebert II. Gontran et Brunehaut reprochent aussi à Egidius d'avoir profité de la minorité du roi Childebert II pour essayer de livrer son royaume à son oncle et ennemi, le roi Chilpéric Ier.   
L'influence de Brunehaut à la cour grandit à partir de 584. Le roi Gontran et Brunehaut organisent alors l'élimination des amis d'Egidius : le duc Gontran Boson, Rauching, Ursio et Berthefred sont tués au combat ou assassinés.

### Procès et déposition
Dans le récit de Grégoire de Tours, la trahison reprochée à Egidius est plus insinuée que prouvée. Egidius est accusé de quatre crimes : avoir été l'ami du roi Chilpéric, avoir fomenté un projet d'assassinat de Brunehaut et de Childebert II, avoir conclu une alliance avec Chilpéric contre le roi Gontran, et avoir reçu de Chilpéric 2 000 pièces d'or. Les accusateurs se servent de lettres échangées entre Egidius et Chipéric pour montrer l'hostilité d'Egidius envers Brunehaut et un abbé de l'Église de Reims avoue avoir été acheté pour maintenir le contact avec Chilpéric. 
Egidius avoue qu'il est coupable de lèse-majesté et est déposé en novembre 590. Dans les autres récits de trahison rapportés par Grégoire de Tours, l'association de la trahison et de la lèse-majesté est courante. Les autres évêques réussissent avec difficulté à lui éviter la mort et il est exilé à Strasbourg. 
Aux yeux de Grégoire de Tours, l'accusation de corruption passive accable Egidius, parce qu'elle est indigne d'un clerc, elle le ravale au rang d'un laïc. Le procès d'Egidius est politique : il faut faire oublier que Childebert II a naguère accepté l'alliance de Chilpéric, à la colère de Gontran. La nouvelle alliance entre d'un côté Gontran et de l'autre son neveu Childebert II et la mère de celui-ci, Brunehaut (le traité d'Andelot) passe par une réécriture de l'histoire dont Egidius fait les frais.
Egidius est remplacé sur le siège de Reims par Romulf, fils d'un de ses ennemis, Loup, duc de Champagne, partisan de la reine Brunehaut. Toutefois, on peut voir une certaine continuité de l'un à l'autre : Romulf (qui fait peut-être partie de la famille de saint Remi) et Egidius appartiennent au même réseau qui cherche à développer le culte de saint Remi. La date de la mort et le lieu de la sépulture d'Egidius ne sont pas connus.
Au XIXe siècle, l'écrivain italien Alessandro Manzoni reprend certains éléments de l'histoire de la trahison d'Egidius dans son roman Les Fiancés (en italien I promessi sposi).